# Ordre de Bogdan Khmelnitski
 (juillet 2025).
L'ordre de Bogdan Khmelnitski (en russe : Орден Богдана Хмельницкого, Orden Bogdana Khmel'nitskogo) est une distinction militaire soviétique décernée à partir du 10 octobre 1943.

## Histoire
L'ordre porte le nom de Bogdan Khmelnitski, Hetman des Cosaques d'Ukraine de 1648 à 1657. Il fut à l'origine de révolte de l'Ukraine contre les Polonais en 1648. En 1654, il s'allia avec la Russie et signa le traité de Pereïaslav.
Cette médaille fut créée pendant la Seconde Guerre mondiale et récompensait les Ukrainiens se battant dans l'Armée Rouge (6 millions au total)[réf. nécessaire].

## Insignes
L'ordre de Bogdan Khmelnitski est la seule décoration soviétique portant une inscription uniquement dans une autre langue que le russe : « Богдан Хмельницький » (en ukrainien).
| 1re classe | 2e classe | 3e classe |
| ---------- | --------- | --------- |
|            |           |           |
| Ruban      |           |           |
|            |           |           |

## Source
- (en) Cet article est partiellement ou en totalité issu de l’article de Wikipédia en anglais intitulé « Order of Bogdan Khmelnitsky (Soviet Union) » (voir la liste des auteurs).